# 苏州工业园综合保税区

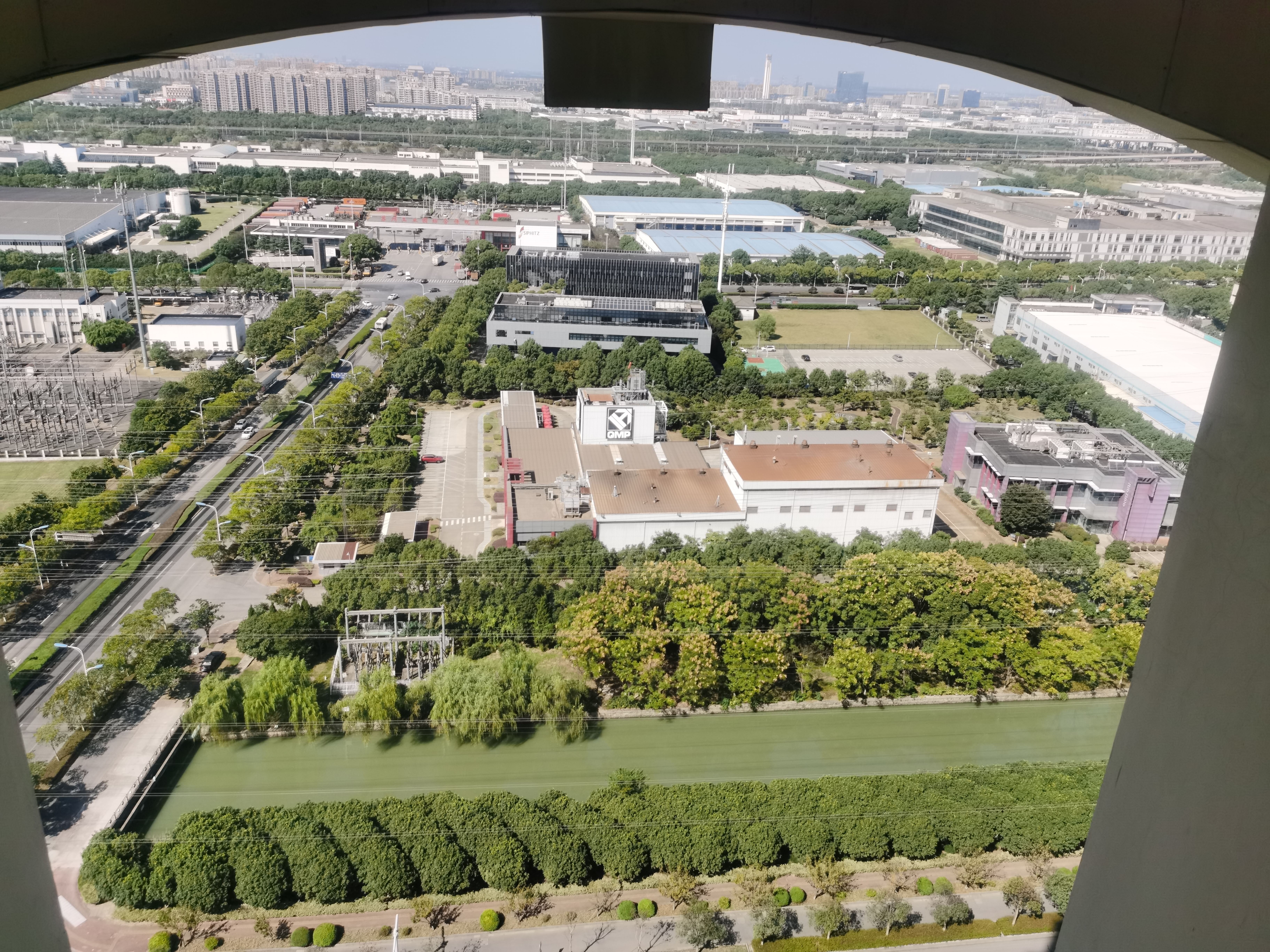
苏州工业园综合保税区西区

苏州工业园综合保税区，又称苏州工业园区国际商务区，是位于中国江苏省苏州市苏州工业园区的综合保税区，规划总面积5.28平方公里，2007年8月28日开始正式运作。综合保税区分为东区和西区，西区位于苏虹中路和南施街路口以北，东区主体位于唯胜路以东、现代大道以北、沪宁高速公路以南（保税加工区位于现代大道以南）。
2008年1月15日通过验收封关后，苏州工业园综合保税区成为全国首个综合保税区。保税区参照执行洋山保税港区的各项政策，国内货物“入区退税”、国外货物“入区保税”。2012年，监管货值达1080亿美元，连续多年位列全国综合保税区第一位。

## 国际商务区
苏州工业园区国际商务区（成立于2012年11月）严格意义上并不等同于苏州工业园综合保税区，因为它还包括了保税区之外的苏州现代物流园。

## 发展历程
2013年10月，江苏省计划以苏州工业园综合保税区为核心建立中国（江苏）自由贸易试验区。
2018年，苏州工业园综合保税区获准加入世界自由区组织，成为中国第五个加入该组织的海关特殊监管区域。
2019年8月26日，中华人民共和国国务院公布《国务院关于同意新设6个自由贸易试验区的批复》，明确同意设立中国（江苏）自由贸易试验区，管辖范围包括苏州工业园综合保税区。